# Bar mleczny

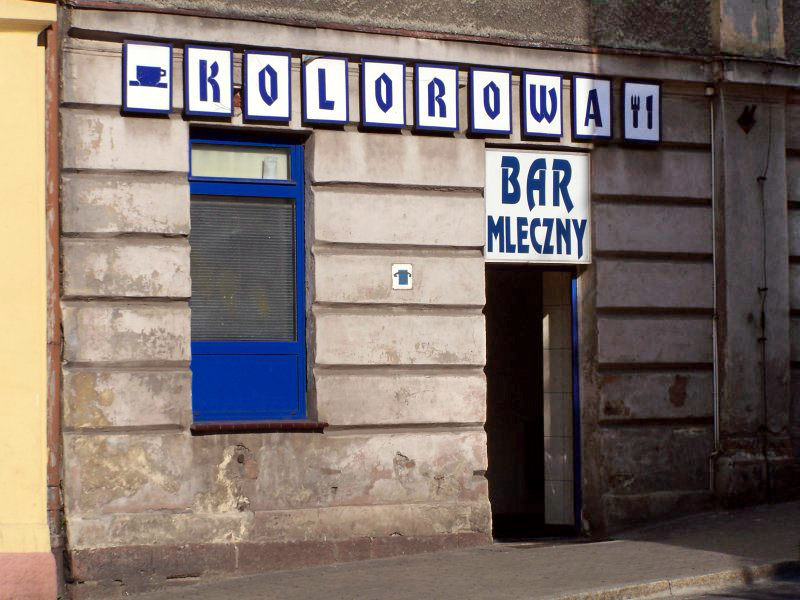
Um bar de leite em Nowa Ruda

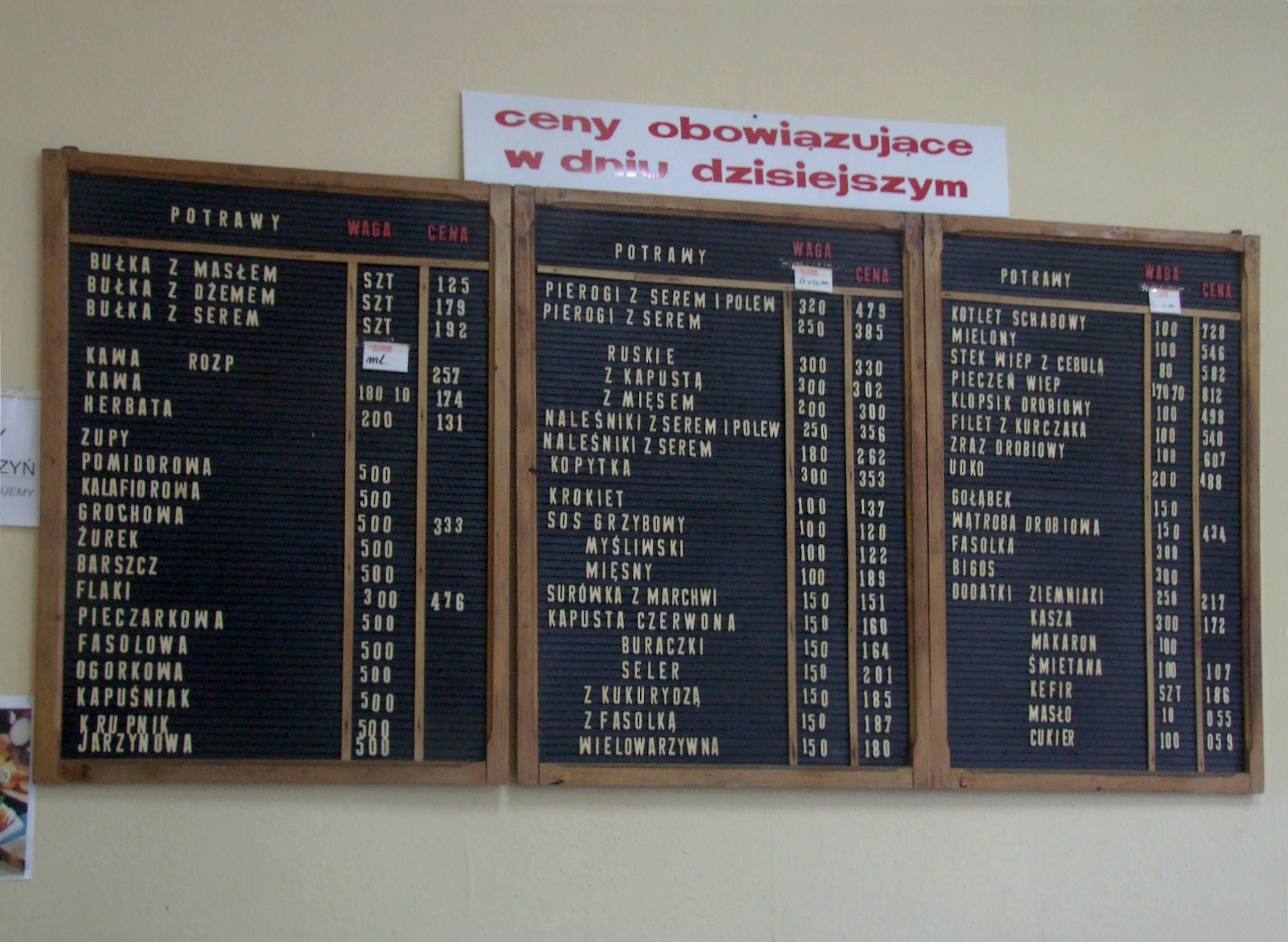
Menu de um bar de leite.

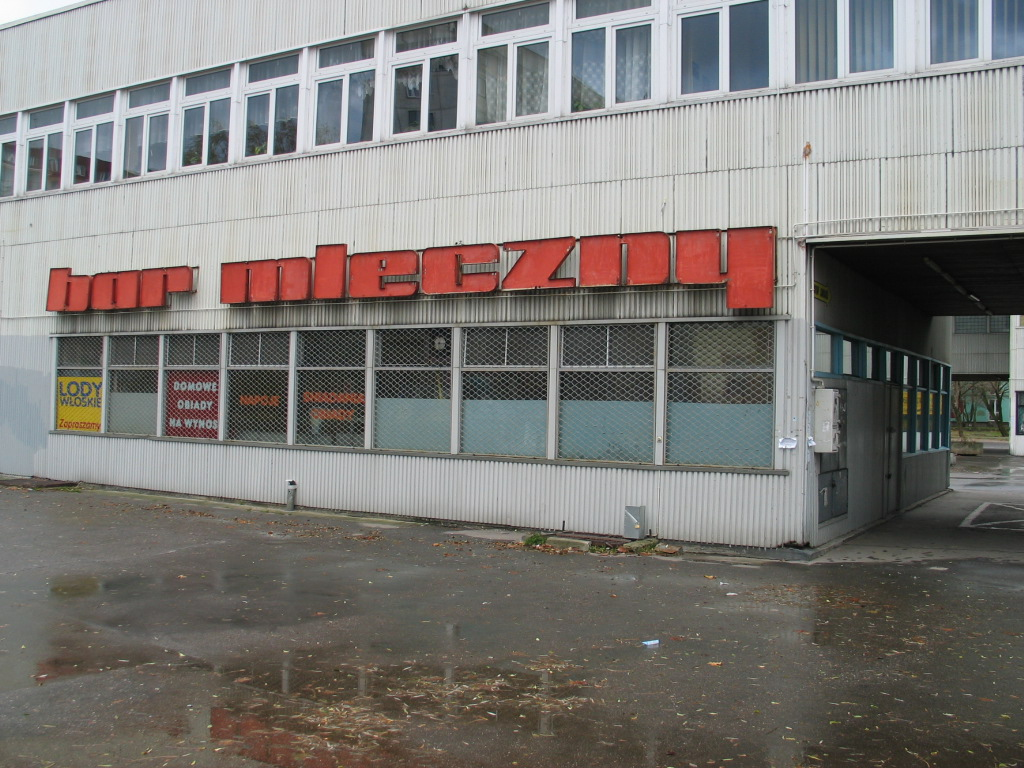
Bar mleczny em Łódź.

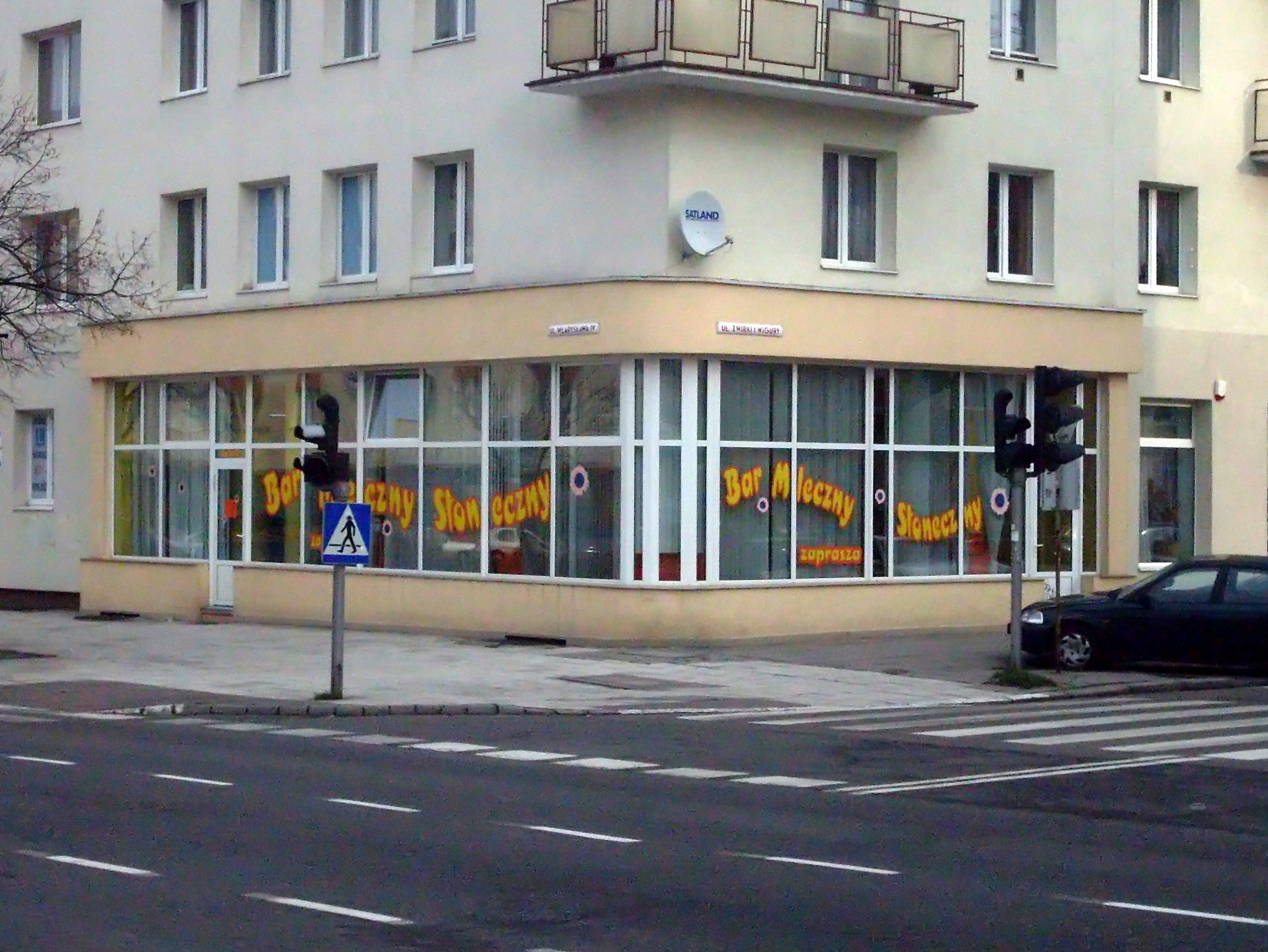
Bar mleczny em Gdynia.

O bar mleczny (significando em Polaco bar de leite) é um tipo de restaurante de comida rápida tipicamente polaco. Foi inventado pelas autoridades comunistas da Polónia, em meados da década de 1960, como forma de oferecer refeições baratas a pessoas que trabalhassem em companhias que não tivessem uma cantina.
O seu nome deriva do facto de as iguarias servidas até ao fim da década de 1980 serem feitas à base de lacticínios e de ingredientes vegetarianos, em especial ao longo do período da lei militar, que teve início no princípio dos anos 80, durante o qual a carne era racionada.
Nos anos do pós-guerra, a maioria dos restaurantes foi nacionalizada e encerrada pelas autoridades comunistas. A ideia era fornecer a todas as pessoas refeições baratas no seu local de trabalho. Porém, ao contrário da União Soviética e de muitos outros países do bloco soviético, a Polónia nunca viu nascer fábricas de refeições. Todas as grandes empresas, escolas ou universidades tinham uma cantina. Por vezes, o preço das refeições servidas estava incluído no salário. Mas, também havia um elevado número de pessoas que trabalhavam em firmas mais pequenas que não tinham qualquer cantina à disposição. Por isso, durante a governação de Władysław Gomułka, as autoridades criaram uma rede de pequenos restaurantes baseados na ideia do auto-serviço e da comida rápida. As refeições neles servidas eram subsidiadas pelo estado e estavam disponíveis para a maioria dos cidadãos.
Para além de lacticínios ao natural ou cozinhados, os bares de leite também serviam refeições com base nos ovos (em omelete e noutras formas), nos cereais e na farinha (por exemplo, pastéis do tipo pierogi). Após a queda do regime comunista e do fim da economia de escassez na Polónia, a maioria dos bares de leite estava falida e o seu lugar foi tomado por restaurantes normais. Contudo, alguns deles foram preservados como relíquias do regime anterior e como meio de apoiar as pessoas mais pobres da sociedade polaca. Actualmente, todas as cidades principais da Polónia têm pelo menos um bar de leite no seu centro. São todos subsidiados pelo estado (em cerca de vinte milhões de złotys anualmente) e, frequentemente, também pelas autoridades municipais. São populares entre as pessoas mais velhas, pensionistas, sem abrigo e também entre os estudantes e professores universitários.
Devido aos subsídios, os preços são significativamente mais baixos que noutros bares ou restaurantes. Um jantar normal composto por três pratos e uma sobremesa custa normalmente menos de 10 złotys, em vez dos cerca de 50 que custaria num restaurante normal. Paradoxalmente, os bares de leite modernos continuam a servir refeições tradicionais da culilnária da Polónia, o que os torna um exemplo de restaurantes de comida lenta.

## Funcionamento
Abrem entre as 7 e as 8 horas, de manhã, e fecham entre as 18 e as 20 horas, à noite. Aos sábados fecham um pouco mais cedo e a maior parte deles encontra-se fechada aos domingos. Os menus encontram-se normalmente afixados nas paredes. O cliente escolhe e indica ao empregado que o atende ao balcão o que deseja comer. Este dá-lhe um recibo que deve ser entregue a outro empregado, que serve a comida, num tabuleiro. Após o fim da refeição, os pratos sujos devem ser colocados pelo cliente num local designado para esse efeito.
Dada a sua popularidade, é comum existirem filas nos bares de leite. Mas, estas movem-se com rapidez.
Não é permitido fumar e não são servidas bebidas alcoólicas.